# 智姫
智姫（ともひめ、文化12年12月28日（1816年1月26日） - 文化13年8月10日（1816年9月1日））は、薩摩藩主・島津斉興の四女。母は側室のお由羅の方。同母兄に島津久光、唯七郎がいる。別名定姫。
1815年に誕生した智姫は側室のお由羅にとって初めての女児であったため、由羅は喜びに溢れたという。しかし、1年後に智姫は夭折した。